# Оманцы
Оманцы, оманские арабы — арабский народ, основное население Омана.
Численность около 1,5 миллиона человек, также около 100 тыс. человек проживают в Кувейте.

## Происхождение
В первом тысячелетии до нашей эры территория современного Омана была захвачена аравийскими племенами азд из Йемена (ямани, йемениты) и северо-аравийскими племенами низар. Они и составили этнос оманцев: среди более чем ста оманских племён сохраняется деление на йеменитов («чистокровных») и низаритов («смешанных» поздних переселенцев). В средние века оманцы контролировали торговые пути в Индийском океане, проникли в Восточную Африку, особенно на острова Занзибар и Пемба, где оказали влияние на формирование суахили.

## Религия
Бо́льшая часть оманцев — мусульмане: небольшая часть суннитов, в том числе приверженцев ваххабизма.
В отличие от большинства стран Ближнего Востока, оманцы исповедуют ислам ибадитского (хариджитского) толка. Ввиду того, что значительную часть населения составляют иностранцы, в стране имеется немало последователей других религий, при этом свобода вероисповедания гарантирована законом.

## Язык
Пользуются аравийскими диалектами арабского языка. На плато Дофар (юго-запад) бытуют особые местные языки(т. н. «южноаравийские» языки, принадлежащие к особой подгруппе семитских языков): махри, шахри, ботхари, харсуси; строго говоря, их носители в число оманцев (то есть оманских арабов) включены быть не могут. Часть племени шихух (полуостров Мусандам) говорят на иранском языке кумзари.
Английский язык распространён в городе Маскат и других городах центрального региона.

## Быт и традиционные занятия
Традиционное занятие — поливное оазисное и террасное пашенное земледелие.
В меньшей степени скотоводство и рыболовство.
Также развита добыча жемчуга и морские промыслы.